# Киселёва, Яна Игоревна
Я́на И́горевна Киселёва (род. 22 ноября 1987, Владивосток) — российская волейболистка.

## Биография
Яна Киселёва родилась 22 ноября 1987 года во Владивостоке.
Профессиональную карьеру в волейболе начала в 2009 году в ВК «Волейбол-Приморье» (Владивосток). В сезоне 2011—2012 года играла в ВК «Обнинск». В 2012 году вернулась в ВК «Приморье».
Амплуа — диагональный игрок.
Студентка кафедры туризма и гостинично-ресторанного бизнеса Института сервиса, моды и дизайна Владивостокского государственного университета экономики и сервиса (с 2012).

## Достижения
- Бронзовый призёр чемпионата России по пляжному волейболу (2010)[2]

### Интервью
- Яна Киселева: Я рада, что в новом сезоне мне выпала возможность остаться во Владивостоке // Пресс-служба ВК «Приморье». — 6 июня 2013 года.